# Saitama
Saitama (jap. さいたま市, -ši) je najmlađi japanski grad s preko milijun stanovnika.

## Vanjske poveznice
- Službena stranica  Arhivirana inačica izvorne stranice od 26. srpnja 2013. (Wayback Machine)